# Центрально-малайско-полинезийские языки

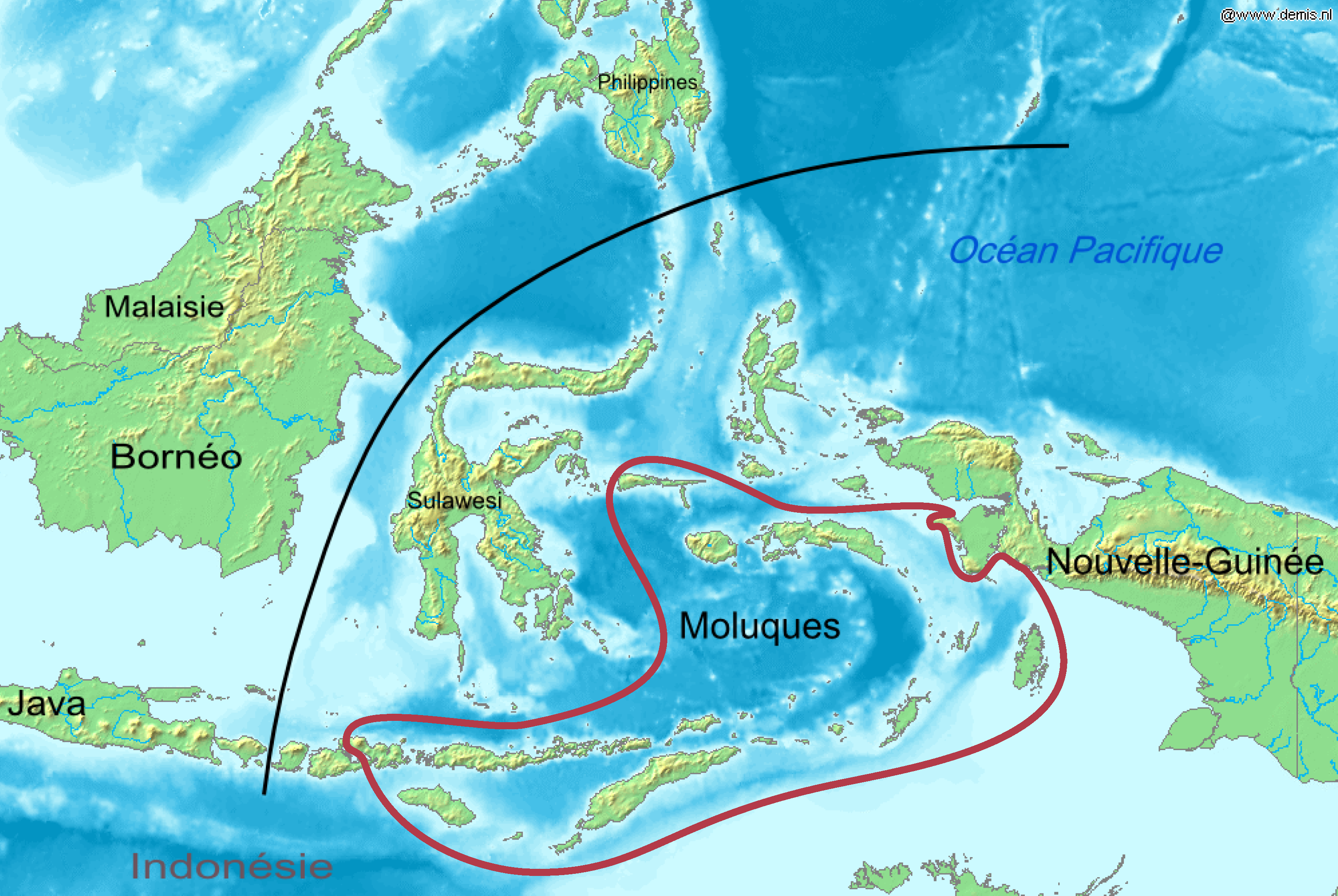
Центрально-малайско-полинезийские языки (красным). Чёрным отмечена Линия Уоллеса.

Центрально-малайско-полинезийские (банданезийские) языки представляют собой объединение австронезийских языков, распространённых на востоке Индонезии (восточная половина Малых Зондских и большая часть Молуккских островов) и в Восточном Тиморе. Всего включают свыше 150 языков, в том числе тетум — государственный язык Восточного Тимора.
Генетически входит в центрально-восточную надветвь, вместе с восточно-малайско-полинезийскими языками, однако их собственное единство находится под вопросом. Согласно результатам анализа Базы данных базовой лексики австронезийских языков (БДБЛАЯ) 2008 года центральные МП языки являются не генетическим объединением, а т. н. линкиджем (linkage). Иными словами, язык-предок ЦВМП языков распался на диалектный континуум, каждый из членов которого дал начало отдельной ветви. При этом, если восточные МП языки затем распространились по огромной территории, языки остальных ветвей остались в пределах исходного ареала, продолжая обмениваться некоторыми чертами и инновациями. Эти языки и называются центральными МП языками. Таким образом, хотя между отдельными ветвями ЦМПЯ и существуют некоторые общие черты (обычно разделяемые не всеми ветвями), реконструировать общий язык-предок для возможно только для всех центрально-восточных МП, но не отдельно для центральных МП языков.

## Классификация
Согласно тому же исследованию базовой лексики (2008) центрально-восточные МП языки делятся на сумба-флоресские и ядерные ЦВМП языки, а последние в свою очередь на 6 независимых ветвей, одной из которых являются восточные МПЯ.
Теор-курские и западнодамарский языки не были включены в БДБЛАЯ 2008, однако традиционно включались в качестве отдельных групп в состав центрально-малайско-полинезийских языков и ниже включены в схему, но отмечены пунктиром.
|  | бима-сумбанские    |
|  |                    |
|  | энде-манггарайские |
|  |                    |
|  | флорес-лембатские  |
|  |                    |

|       | ямдена                                                                           |
|       |                                                                                  |
|       | кай-танимбарские                                                                 |
|       |                                                                                  |
| (73%) | \| \| севернобомберайские \| \| \| \| \| \| ковиай (ю.-бомбарайский) \| \| \| \| |
|       | \| \| севернобомберайские \| \| \| \| \| \| ковиай (ю.-бомбарайский) \| \| \| \| |
|       | севернобомберайские                                                              |
|       |                                                                                  |
|       | ковиай (ю.-бомбарайский)                                                         |
|       |                                                                                  |

|  | севернобомберайские      |
|  |                          |
|  | ковиай (ю.-бомбарайский) |
|  |                          |

|  | ару-серамские (восточные центрально-малукские) |
|  |                                                |
|  | сула-буруанские языки                          |
|  |                                                |

|  | ядерно-тиморские      |
|  |                       |
|  | юго-западно-малукские |
|  |                       |

| (80%) | хальмахерско-чендравасихские |
|       | хальмахерско-чендравасихские |
|       | океанийские                  |
|       |                              |

|       | ямдена                                                                           |
|       |                                                                                  |
|       | кай-танимбарские                                                                 |
|       |                                                                                  |
| (73%) | \| \| севернобомберайские \| \| \| \| \| \| ковиай (ю.-бомбарайский) \| \| \| \| |
|       | \| \| севернобомберайские \| \| \| \| \| \| ковиай (ю.-бомбарайский) \| \| \| \| |
|       | севернобомберайские                                                              |
|       |                                                                                  |
|       | ковиай (ю.-бомбарайский)                                                         |
|       |                                                                                  |

|  | севернобомберайские      |
|  |                          |
|  | ковиай (ю.-бомбарайский) |
|  |                          |

|  | ару-серамские (восточные центрально-малукские) |
|  |                                                |
|  | сула-буруанские языки                          |
|  |                                                |

|  | ядерно-тиморские      |
|  |                       |
|  | юго-западно-малукские |
|  |                       |

| (80%) | хальмахерско-чендравасихские |
|       | хальмахерско-чендравасихские |
|       | океанийские                  |
|       |                              |

|  | бима-сумбанские    |
|  |                    |
|  | энде-манггарайские |
|  |                    |
|  | флорес-лембатские  |
|  |                    |

|       | ямдена                                                                           |
|       |                                                                                  |
|       | кай-танимбарские                                                                 |
|       |                                                                                  |
| (73%) | \| \| севернобомберайские \| \| \| \| \| \| ковиай (ю.-бомбарайский) \| \| \| \| |
|       | \| \| севернобомберайские \| \| \| \| \| \| ковиай (ю.-бомбарайский) \| \| \| \| |
|       | севернобомберайские                                                              |
|       |                                                                                  |
|       | ковиай (ю.-бомбарайский)                                                         |
|       |                                                                                  |

|  | севернобомберайские      |
|  |                          |
|  | ковиай (ю.-бомбарайский) |
|  |                          |

|  | ару-серамские (восточные центрально-малукские) |
|  |                                                |
|  | сула-буруанские языки                          |
|  |                                                |

|  | ядерно-тиморские      |
|  |                       |
|  | юго-западно-малукские |
|  |                       |

| (80%) | хальмахерско-чендравасихские |
|       | хальмахерско-чендравасихские |
|       | океанийские                  |
|       |                              |

|       | ямдена                                                                           |
|       |                                                                                  |
|       | кай-танимбарские                                                                 |
|       |                                                                                  |
| (73%) | \| \| севернобомберайские \| \| \| \| \| \| ковиай (ю.-бомбарайский) \| \| \| \| |
|       | \| \| севернобомберайские \| \| \| \| \| \| ковиай (ю.-бомбарайский) \| \| \| \| |
|       | севернобомберайские                                                              |
|       |                                                                                  |
|       | ковиай (ю.-бомбарайский)                                                         |
|       |                                                                                  |

|  | севернобомберайские      |
|  |                          |
|  | ковиай (ю.-бомбарайский) |
|  |                          |

|  | ару-серамские (восточные центрально-малукские) |
|  |                                                |
|  | сула-буруанские языки                          |
|  |                                                |

|  | ядерно-тиморские      |
|  |                       |
|  | юго-западно-малукские |
|  |                       |

| (80%) | хальмахерско-чендравасихские |
|       | хальмахерско-чендравасихские |
|       | океанийские                  |
|       |                              |

- Курсивом выделены группы, состоящие из одного языка.
- Группировки, для которых не указана степень достоверности (%), подтверждены со степенью 90 % и более.

### Традиционная классификация
Традиционно ЦМПЯ делились на следующие ветви:
- бима-сумбанская ветвь
- молуккская ветвь (центрально-малукская, южно-молуккская)
- юго-восточно-малукская ветвь
  - кай-танимбарская (южномалукская) группа
  - селаруская («южная») группа
- теор-курская ветвь
- тиморская ветвь
  - флорес-лембатская группа
  - хелонг
  - ядерно-тиморская группа:
  - юго-западно-малукская группа
- севернобомберайская ветвь
- ковиаи
- западнодамарский язык
- аруанская ветвь
- бабарская ветвь

## Полный список языков
- бима-сумбанская ветвь (восток острова Сумбава, о. Сумба и запад и центр о. Флорес): энде, кео, лио, наге, анакалангу, бима, кепо, коди, комодо, ламбойя, мамбору (мемборо), манггараи, ндао, нгада, восточный нгада, палуэ, раджонг, рембонг, риунг, ронгга, сабу, соа, сумба, ваэ рана, ванукака, вейева
- центрально-молуккская ветвь (о-ва Сулу, Буру, Серам):
  - амбелау
  - буруанская группа: буруанский, лисела, моксела, палумата
  - восточная группа:
    - серамская подгруппа:
      - бобот
      - хоти
      - манусела-сети: бенггои, хуаулу, лиана-сети, манусела, салас
      - нунусаку:
        - кайели
        - пиру-бей:
          - восточные: группа амбон-атаману (хиту, лаха, тулеху, паулохи, амахаи, элпапутих (атаману), нуса лаут, лату, сапаруа, камариан), каибобо, сепа, телути
          - западные: асилулу, сеит-каитету, боано, ларике-вакасиху[англ.], луху
          - харуку

        - три-риверс: хулунг, лоун, алуне, накаэла, хорубу, лисабата-нуниали, пиру, вемале (группа диалектов), ялахатан

      - саваи-нуаулу: северный нуаулу, южный нуаулу, салеман

    - банда-гесерская подгруппа: банда, гесер-гором, бати, ватубела
    - манипа

  - суланская группа: кадаи, талиабу, манголе, сула
- кай-танимбарская (южномолуккская) ветвь (острова Танимбар и Кай): фордата, кай (кеи), ямдена, селару, селувасан
- теор-курская ветвь (острова Кур, Каймеэр и Тиоор): кур, теор (тиоор)
- тиморская ветвь (остров Тимор, мелкие острова к северу от него и восток острова Флорес):
  - флорес-лембатская группа: кеданг, ламахолот (= солорский), сикка
  - хелонг
  - ядерно-тиморская группа:
    - рамелайские: галоли, идате, кемак, лакалеи, мамбаи, тетун, тукудеде
    - ваима’а: ваима’а, каируи-мидики, хабу
    - западные: атони, роте
    - науэти

  - юго-западно-малукская группа (о-ва Барат-Дая и Лети на юго-западе провинции Малуку):
    - восточный дамар
    - кисар-рома: кисар, рома
    - луанг: лети, луанг
    - теун-нила-серуа: теун, нила, серуа
    - ветар: апутаи, илиун, пераи, талур, тугун
- севернобомберайская ветвь (часть северного берега полуострова Бомберай (Западная Новая Гвинея) и близлежащие острова): аргуни, онин, секар, уруангнирин
- ковиаи (острова и полуострова к югу от полуострова Бомбарай)
- западнодамарский язык (западный дамар) (западная часть острова Дамар на юге провинции Малуку)
- аруанская ветвь (острова Ару): батулеи, коба, добел, баракаи, компане, кола, кареи, лола, лоранг, марири, западный таранган, восточный таранган, уджир, маномбаи
- бабарская ветвь (острова Бабар на юге провинции Малуку): бабар (группа диалектов), дай, масела (анлутур, группа диалектов), давлоор, серили, эмплавас, имроин, тела-масбуар